# Jurislav Korenić
Jurislav Korenić (Zagreb, 12. listopada 1915. – Sarajevo, 1. ožujka 1974.), bio je hrvatski i bosanskohercegovački kazališni i televizijski redatelj, glazbenik, teoretičar, kritičar i dramatik. Utemeljio je Kamerni teatar 55 i Festival MESS kojem je bio direktorom. Jedan je od utemeljitelja bosanskohercegovačkog kazališta.
Bavio se političkim kazalištem i kabareom. Prvi je ostvario mjuzikl u BiH i prvi je u BiH postavio djela Bertolda Brechta. Osuvremenio je sarajevsku opernu pozornicu. Redateljem je najizvođenije predstave na bosanskohercegovačkoj pozornici - Ljubav. Jedan je od najzaslužnijih Hrvata u BiH za kazališnu umjetnost i kulturu Bosne i Hercegovine. Suautor jedne od najboljih bh. serija svih vremena Karađoz.

## Životopis

### Zagreb
Rođen je u Zagrebu. Ondje je završio glazbenu školu. Poslije toga radio je kao profesionalni glazbenik. Svirao je kontrabasist i klavirist po raznim salonskim orkestrima. 
Početak Drugog svjetskog rata dočekao je na radnom mjestu u Zagrebu. Radio je u HNK na mjestu inspicijenta i suflera. Poslije je bio korepetitor i pomoćnik redatelja. Krajem rata na Kazališnoj akademiji u Zagrebu završio je studij redateljstva. 

### Rijeka
Potom je promijenio kazališnu kuću i grad. Preselio je u Rijeku gdje je radio u Narodnom kazalištu Ivana Zajca kao tajnik, korepetitor, redatelj i ravnatelj opernog ansambla.

### Sarajevo
Prijatelj Boris Papandopulo ga je 1952. godine pozvao u Sarajevo, što je prihvatio. Postao je redateljem Opere Narodnog kazališta. Za godinu dana dobio je akademsku diplomu postavkom opere Ivana pl. Zajca Nikola Šubić Zrinski, pred ispitnim povjerenstvom kojim je predsjedao hrvatski kazalištarac Branko Gavella. Time je Korenić postao prvi operni redatelj u Sarajevu koji je imao akademsku diplomu. Već onda je dobio pohvale kazališne kritike, pohvalivši njegovu postavu ove Zajčeve opere kao nemjerljivo bolju od mnogih dotadašnjih.
1955. osnovao je Malo kazalište ("Malo pozorište") koje je onda bilo prvo kamerno kazalište u BiH i cijeloj ondašnjoj Jugoslaviji. Ono je postalo današnji Kamerni teatar 55.
1960. pokrenuo je festival Malih scena Jugoslavije (MESS). 1967. je opet dao novi dah sarajevskom glumištu koje je tad bilo u umjetničkoj krizi. Bio je suosnivačem Dramski studio, koji je 5 godina poslije prerastao u Odsjek za scenske umjetnosti i teatrologiju na Filozofskom fakultetu u Sarajevu.
Obnašao je mjesto direktora Malog kazališta do 1966. godine. Kad je sarajevsko Kazalište lutaka 1966. godine ostalo bez ravnatelja i osnivača Adolfa Pomeznog, za ravnatelja je došao Korenić. Dao je sagraditi novu pozornicu (danas Kazalište mladih), a glumcima-lutkarima dao je slobodu izričaja, prihvaćao sve zamisli a od glumaca tražio neka istražuju mogućnosti izričaja svojih lutaka, što je posvjedočio Ante Hrkač, jedan od najvećih sarajevskih glumaca-lutkara.
Pokrenuo je u Sarajevu zajedno s glumcem Reihanom Demirdžićem kazalište sjena Karađoz-pozorište, za koje je napisao dramske predloške i režirao predstave, a poslije je po prilagođenim tekstovima snimljena televizijska serija Karađoz koju je snimila TV Sarajevo.
Zadnje je godine života radio kao dramaturg sarajevskog Narodnog kazališta.
Umro je 1974. godine u Sarajevu.

## Nagrade
- Nagrada grada Zagreba
- Šestotravanjska nagrada Grada Sarajeva
- Zlatni vijenca na festivalu MESS
- nagrade na televizijskom festivalu na Bledu
- razne nagrade udruženja dramskih umjetnika BiH
- Priznanje njegovom životnom djelu je što se danas po njemu zove nagrada koja se dodjeljuje na Međunarodnom kazališnom festivalu MESS najboljem mladom redatelju.

## Vanjske poveznice
- IMDB